# Мериа (станция)
Мериа — станция Грузинской железной дороги. Находится на ответвлении Натанеби — Озургети. Станция основана в 1924 году, одновременно с открытием движения на всем ответвлении.
Количество путей на станции — 4, из них 2 электрифицированных. Разводные стрелки ручные.
Станция имеет низкую платформу. Имеется билетная касса и павильон для пассажиров, ожидающих поезд.
По состоянию на 2011 год на станции останавливаются пригородные электропоезда сообщением Батуми — Озургети и Озургети — Батуми. Из пассажирских поездов на станции останавливаются дневные и ночные поезда сообщением Тбилиси — Озургети и Озургети — Тбилиси. Станция также служит промежуточной остановкой для грузовых поездов, следующих в Озургети и обратно.
От станции Мериа также отходит заброшенный подъездной путь к бывшей авиабазе ВВС СССР Мериа.